# Brasidees
Les Brasidees (en grec antic: Βρασίδεια) eren un festival que se celebrava anualment a Esparta en honor del seu gran general Bràsides, el qual després de la seva mort el 422 aC havia rebut els honors d'heroi, segons que explica Pausànies.
Se celebrava cada any, i es feien oracions i concursos on només podien participar els espartans de ple dret. També se celebraven unes Brasidees a Amfípolis, que, encara que era una colònia atenesa, va traspassar els honors de fundador de la ciutat (κτίστης) d'Hagnó a Bràsides, que hi estava enterrat. En aquesta festa es feien festivals anuals amb sacrificis i concursos.